# NGC 7300
NGC 7300 је спирална галаксија у сазвежђу Водолија која се налази на NGC листи објеката дубоког неба.
Деклинација објекта је - 14° 0' 11" а ректасцензија 22h 30m 59,9s. Привидна величина (магнитуда) објекта NGC 7300 износи 12,9 а фотографска магнитуда 13,7. Налази се на удаљености од 62,843 милиона парсека од Сунца. NGC 7300 је још познат и под ознакама MCG -2-57-11, PGC 69040.